# Corversbos
Het Corversbos is een bos aan de rand van Hilversum in de Nederlandse provincie Noord-Holland. Aan de oostzijde wordt het begrensd door het dorp, aan de westzijde gaat het bos over in het gebied van de 's-Gravelandse buitenplaatsen.
Het Corversbos is ca. 100 hectare groot en ligt verscholen in het Gooi, op de grens van de voormalige ondiepe Loosdrechtse veengebieden, op glaciaal zand tegen de Gooise stuwwal. Het bestaat thans uit een aantal gemengde bossen en opgesloten weide- en landbouwgronden (onder andere enkele oude akkers van ca 10 ha).
Deze gronden, inclusief het reeds bestaande buiten "Gooilust" werden in 1777 deels aangekocht deels gepacht door Gerrit Corver Hooft, de laatste baljuw van Gooilandt. Het natuurgebied is sinds 1937 onder beheer van de Vereniging tot Behoud van Natuurmonumenten. In het bos liggen enkele oude boerderijen waarvan de oude zuivelboerderij "Corversbosch" -na een brand rond 1870 herbouwd dichter bij de Gooische vaart- en het oudere gemengde bedrijf "Corvershof" op de grens van Gooilust de bekendste monumenten zijn.
De uit de 17e eeuw stammende boerderij "In d'Lonsvaerder" naast de begraafplaats, net buiten het bos tegenover de "stenen brug", is een rijksmonument. De stal van de boerderij Corversbosch heeft in de naoorlogse jaren dienstgedaan als het eerste bezoekerscentrum van de Vereniging Natuurmonumenten. Terwijl het bos tijdens de hongerwinter in 1944 grotendeels is gekapt, zijn er nog enkele statige oude beukenlanen uit de tijd dat het bos onderdeel was van Gooilust. Van de historische weg van het 's-Gravelandse kasteel "Trompenburgh" naar de Hilversumse Trompenberg zijn slechts de contouren over. Het bos kent ook een indrukwekkende inheemse fauna van onder andere reeën, hazen, vossen, ringslangen, haviken en uilen.